# Élections législatives françaises de 1988
Les élections législatives françaises de 1988 ont lieu les 5 et 12 juin à la suite de la dissolution de l'Assemblée nationale par François Mitterrand, afin d'élire la IXe législature de la Cinquième République. Intervenant dans la foulée de l'élection présidentielle qui voit la réélection du président socialiste, elles marquent la fin de la première cohabitation et le retour d'une majorité de gauche à l'Assemblée nationale.
Le Parti socialiste (PS) et ses alliés échouent cependant à obtenir une majorité absolue, mais redeviennent la première force à l'Assemblée nationale, au détriment du RPR et de l'UDF, qui gouvernaient depuis 1986. Les communistes refusant une alliance gouvernementale, les gouvernements socialistes sont contraints à un jeu de bascule entre le groupe communiste et les éléments modérés de l'opposition, surtout l'Union du centre (UDC), groupe parlementaire autonome issu de l'UDF.

## Mode de scrutin
Les élections législatives de 1986 ont, de manière inédite sous la Cinquième République, eu recours à un mode de scrutin proportionnel intégral et départemental. Ce changement du mode de scrutin, voulu par François Mitterrand, a permis de limiter la défaite du Parti socialiste (PS) et affaibli la droite en faisant rentrer le Front national (FN) à l'Assemblée nationale.
Très critique envers la proportionnelle, le Premier ministre Jacques Chirac entreprend, dès le début de la première cohabitation, de rétablir le mode de scrutin uninominal majoritaire à deux tours instauré par le général de Gaulle en 1958. Cette réforme suscite des oppositions car des députés de la majorité RPR-UDF se sont accoutumés au nouveau système. C'est finalement par l'usage de l'article 49 alinéa 3 de la Constitution que Jacques Chirac parvient à imposer sa volonté.
Les élections législatives de 1988 se tiennent donc selon le mode de scrutin classique uninominal à deux tours. Un redécoupage de la carte électorale a toutefois été entrepris à l'initiative d'une commission dirigée par Charles Pasqua.

## Contexte
Durant sa campagne pour la réélection à la présidence, François Mitterrrand diffuse un message rassembleur sur « La France unie » et une politique d'ouverture au centre, qui est surtout évoquée au moment des législatives. Malgré la nomination de ministres sans affiliations ou centristes dans le gouvernement Rocard, l'ouverture n'est pas concluante. 
Le chef de l'État fit une adresse télévisée le 14 mai 1988 pour annoncer la dissolution de l'assemblée nationale,,.

## Campagne

### Sondages

#### Pour le premier tour
|                                                           |     |     |      |     |      |        |      |       |       |    |      |
| 14 mai 1988                                               | 1   | 6,5 | 42   | 3   | 16   | 24,5   | 7    | Ipsos | 805   | NC | HTML |
| 14 mai 1988                                               | 1   | 7   | 40   | 4   | 15   | 22     | 10   | Ipsos | NC    | NC | HTML |
| Second tour de l'élection présidentielle (8 mai 1988)     |     |     |      |     |      |        |      |       |       |    |      |
| 8 mai 1988                                                | 3,5 | 8   | 37   | 5   | 13,5 | 24 %   | 9    | Ipsos | NC    | NC | HTML |
| 25 avril 1988                                             | 4   | 7   | 37   | 6   | 13   | 23     | 10   | Ipsos | NC    | NC | HTML |
| Premier tour de l'élection présidentielle (24 avril 1988) |     |     |      |     |      |        |      |       |       |    |      |
| 9 avril 1988                                              | 1   | 9,5 | 33   | 3,5 | 17   | 25 %   | 11   | Ipsos | NC    | NC | HTML |
| 2 avril 1988                                              | 2   | 9,5 | 34   | 5   | 14   | 25 %   | 10,5 | Ipsos | NC    | NC | HTML |
| 20 janvier 1988                                           | 2   | 9   | 34,5 | 4   | 14   | 26 %   | 10,5 | Ipsos | NC    | NC | HTML |
| 17 décembre 1987                                          | 1,5 | 10  | 33   | 4   | 16   | 26,5 % | 9    | Ipsos | 3 810 | NC | HTML |
| 19 novembre 1987                                          | 2   | 9   | 33,5 | 4   | 16   | 25 %   | 10,5 | Ipsos | 3 827 | NC | HTML |
| 20 juillet 1987                                           | 1,5 | 8,5 | 34   | 4   | 15,5 | 25 %   | 11,5 | Ipsos | NC    | NC | HTML |
| 5 juillet 1987                                            | 2   | 9   | 33   | 5   | 16   | 25 %   | 10   | Ipsos | NC    | NC | HTML |

### Entre-deux-tours
Alors que se profile un certain nombre de triangulaires au second tour, des personnalités de l'UDF passent des accords de désistements locaux avec le FN, notamment Jean-Claude Gaudin à Marseille. Charles Pasqua (RPR) évoque des « préoccupations » et des « valeurs » semblables entre la droite et l'extrême droite, tandis que Simone Veil (UDF) déclare au contraire qu'« entre un Front national et un socialiste, [elle votera] pour un socialiste ». L'ex-Premier ministre Jacques Chirac (RPR) reste silencieux sur ces alliances.

## Résultats

### Au niveau national
| Parti          | Parti                               | Premier tour | Premier tour | Second tour | Second tour | Sièges |
| Parti          | Parti                               | Voix         | %            | Voix        | %           | Sièges |
| -------------- | ----------------------------------- | ------------ | ------------ | ----------- | ----------- | ------ |
|                | Rassemblement pour la République    | 4 687 047    | 19,18        | 4 688 493   | 23,09       | 128    |
|                | Union pour la démocratie française  | 4 519 459    | 18,50        | 4 299 370   | 21,18       | 130    |
|                | Divers droite                       | 697 272      | 2,85         | 522 970     | 2,58        | 12     |
|                | Union du rassemblement et du centre | 9 903 778    | 40,54        | 9 510 833   | 46,84       | 270    |
|                |                                     |              |              |             |             |        |
|                | Parti socialiste                    | 8 493 702    | 34,76        | 9 198 778   | 45,31       | 262    |
|                | Divers gauche (Maj. prés.)          | 403 690      | 1,65         | 421 587     | 2,08        | 6      |
|                | Mouvement des radicaux de gauche    | 279 316      | 1,14         | 260 194     | 1,28        | 9      |
|                | La France unie                      | 9 176 708    | 37,56        | 9 880 559   | 48,66       | 277    |
|                |                                     |              |              |             |             |        |
|                | Parti communiste français           | 2 765 761    | 11,32        | 695 569     | 3,43        | 27     |
|                | Front national                      | 2 359 528    | 9,66         | 216 704     | 1,07        | 1      |
|                | Extrême gauche                      | 89 065       | 0,36         |             |             | 0      |
|                | Divers écologiste                   | 86 312       | 0,35         | 0           |             |        |
|                | Extrême droite                      | 32 445       | 0,13         | 0           |             |        |
|                | Régionaliste                        | 18 498       | 0,08         | 0           |             |        |
|                |                                     |              |              |             |             | 2      |
|                |                                     |              |              |             |             |        |
| Inscrits       | Inscrits                            | 37 945 582   | 100,00       | 30 045 772  | 100,00      | 577    |
| Abstentions    | Abstentions                         | 13 000 790   | 34,26        | 9 047 091   | 30,11       |        |
| Votants        | Votants                             | 24 944 792   | 65,74        | 20 998 681  | 69,89       |        |
| Blancs et nuls | Blancs et nuls                      | 512 697      | 2,06         | 695 106     | 3,31        |        |
| Exprimés       | Exprimés                            | 24 432 095   | 97,94        | 20 303 575  | 96,69       |        |
| Source :       |                                     |              |              |             |             |        |

### Par circonscription

Premier Tour
Second Tour

### Composition de l'Assemblée nationale
| Groupe parlementaire                      | Groupe parlementaire                      | Groupe parlementaire                      | Députés                                   | Députés                                   | Députés |
| Groupe parlementaire                      | Groupe parlementaire                      | Groupe parlementaire                      | Membres                                   | Apparentés                                | Total   |
| ----------------------------------------- | ----------------------------------------- | ----------------------------------------- | ----------------------------------------- | ----------------------------------------- | ------- |
|                                           | PCF                                       | Communiste                                | 25                                        | 0                                         | 25      |
|                                           | SOC                                       | Socialiste                                | 258                                       | 17                                        | 275     |
|                                           | RPR                                       | Rassemblement pour la République          | 127                                       | 3                                         | 130     |
|                                           | UDF                                       | Union pour la démocratie française        | 81                                        | 9                                         | 90      |
|                                           | UDC                                       | Union du centre                           | 34                                        | 7                                         | 41      |
|                                           |                                           |                                           |                                           |                                           |         |
| Total de députés membre de groupes        | Total de députés membre de groupes        | Total de députés membre de groupes        | Total de députés membre de groupes        | Total de députés membre de groupes        | 561     |
|                                           | Députés non-inscrits                      | Députés non-inscrits                      | Députés non-inscrits                      | Députés non-inscrits                      | 14      |
|                                           |                                           |                                           |                                           |                                           |         |
| Total des sièges pourvus                  | Total des sièges pourvus                  | Total des sièges pourvus                  | Total des sièges pourvus                  | Total des sièges pourvus                  | 575     |
| Total des sièges vacants et non attribués | Total des sièges vacants et non attribués | Total des sièges vacants et non attribués | Total des sièges vacants et non attribués | Total des sièges vacants et non attribués | 2       |

Deux sièges vacants à la suite de l'annulation des élections dans les première et deuxième circonscriptions de l'Oise,,.